# Flabelligella minuta
Flabelligella minuta är en ringmaskart som beskrevs av Hartman 1965. Flabelligella minuta ingår i släktet Flabelligella och familjen Acrocirridae. Inga underarter finns listade i Catalogue of Life.